# Lihi (Rara)
Lihi (Rara) (nep. लिही) – gaun wikas samiti w zachodniej części Nepalu w strefie Karnali w dystrykcie Jumla. Według nepalskiego spisu powszechnego z 2001 roku liczył on 407 gospodarstw domowych i 2397 mieszkańców (1150 kobiet i 1247 mężczyzn).